# 布比卡因
布比卡因（INN：bupivacaine）商品名Marcaine，是一種强效和长效的酰胺类局部麻醉药，可降低人體特定小區域知覺。适用于神经阻滞、硬膜外阻滞（硬脊膜外麻醉）和蛛网膜下隙阻滞。
作用时间较利多卡因长2～3倍，亦可與少量腎上腺素混合以延長作用時間。此藥物通常在15分鐘內開始作用，並持續2至8小時。
使用此藥物的可能副作用有昏睡、肌肉抽搐、耳鳴、視力變化、低血壓和心率不整。人們擔心將其注射到關節中可能會導致軟骨發生問題。不建議將濃縮布比卡因用於硬膜外腔麻醉。硬膜外腔麻醉也可能會延長分娩時間。此藥物是酰胺類局部麻醉藥中的一員。
布比卡因於1957年由德國化學家Heinz Killian合成。它已被列入世界衛生組織基本藥物標準清單之中。市面上有此藥物的通用名藥物流通。一種品牌名稱為Xaracoll的布比卡因植入式製劑於2020年8月獲得FDA核准用於醫療用途。

## 醫療用途
布比卡因適用於局部浸潤麻醉、周邊神經阻滯、交感神經阻滯、硬膜外阻滯和尾骶骨阻滯。它有時會與腎上腺素聯合使用，以防止全身吸收並延長作用時間。0.75%（最濃縮）製劑用於退後球腔阻滯術之用。此藥物是分娩期間硬膜腔外麻醉以及術後疼痛管理最常用的局部麻醉劑。布比卡因脂質體製劑（商品名EXPAREL）與普通布比卡因用於傳統神經周圍注射相比，尚未顯示出臨床益處，但有些行業資助的研究報告顯示其用於局部浸潤麻醉時具有益處。
布比卡因與I 型膠原蛋白（商品名Xaracoll）的固定劑量組合，適用於成人開放性腹股溝疝氣手術後止痛用，可維持24小時。
布比卡因注射劑（商品名Posimir）適用於成人，在關節鏡直接觀察下將布比卡因給藥至肩峰下間隙，以產生術後鎮痛作用，最長可維持72小時。

## 禁忌症
對布比卡因，或其他酰胺類局部麻醉藥有過敏反應的患者禁用此藥物。產科宮頸旁阻滯術和靜脈局部麻醉 （Bier氏阻滯術）由於可能會有止血帶鬆脫、藥物全身吸收導致心臟驟停的風險，因此禁用於此類麻醉方式。由於0.75%的製劑與難治性心臟驟停有關，在個體分娩期間的硬膜外腔麻醉中禁用。

## 不良反應
布比卡因與其他局部麻醉藥物相比，有一定程度的心臟毒性。然而如果正確給藥，不良反應很少見。大多數的反應是由注射部位加速吸收、無意的血管內注射或緩慢的代謝降解所引起。過敏反應很少發生。
臨床上顯著的不良事件是由布比卡因全身吸收所引起，主要影響的是中樞神經系統和循環系統。其中對中樞神經系統的影響通常發生在血液中的藥物濃度較低的情況下。最初，皮質抑制途徑受到選擇性抑制，引起神經元興奮症狀。在較高的血漿濃度下，抑制性和興奮性途徑均受到抑制，導致中樞神經系統受到抑制，並可能發生昏迷。較高的血漿濃度也會導致心血管方面的問題，低濃度也可能導致心血管衰竭。對中樞神經系統的不良影響可能表示即將發生心臟毒性，應仔細監測。
- 中樞神經系統：口周麻木、臉部刺痛、眩暈、耳鳴、煩躁、焦慮、頭暈、癲癇發作、昏迷
- 心血管：低血壓、心律不整、心跳過緩、心臟傳導阻滯（英语：Heart block）、心搏停止[14][19]

在高劑量脊椎麻醉的蛛網膜下注射過程中，也可能發生毒性反應。這些影響有皮膚感覺異常、癱瘓、呼吸中止、換氣不足、大便失禁和尿失禁。此外，布比卡因持續輸注到關節間隙，可能會導致軟骨溶解。
曾有多起因藥物意外靜脈注射，導致硬膜腔外麻醉患者死亡的案例。

### 過量用藥
根據動物實驗顯示脂質乳化物（一種常用的靜脈注射劑）可針對局部麻醉藥過量繼發的嚴重心臟毒性進行有效治療，一些人類病例報告也支持此看法。擴大宣傳此治療法的計劃也已發表。

### 懷孕與哺乳期
布比卡因可穿過胎盤，屬於C類妊娠藥物。然而它被批准用於足月產科麻醉。布比卡因會分泌進入母乳，應與患者討論停止母乳哺育與停用布比卡因之間的權衡取捨。

### 關節鏡後肩關節盂肱軟骨溶解症
布比卡因對軟骨有毒性，其關節腔內注射可能導致關節鏡手術後肩關節盂肱軟骨溶解症。

## 藥理學

### 藥效學
布比卡因與電壓門控鈉離子通道的細胞內部分結合，阻止鈉流入神經元，而防止去極化。如果沒去極化，就不會發生疼痛訊號的啟動或傳導。

### 藥物動力學
布比卡因和其他局部麻醉藥的全身吸收速率取決於給藥的劑量和濃度、給藥途徑、給藥部位的血管分佈以及製劑中是否存在腎上腺素。
- 發生作用（途徑與劑量依賴性）：1–17 分鐘
- 作用持續時間（途徑與劑量依賴性）：2-9小時
- 生物半衰期：新生兒:8.1小時，成人：2.7小時
- 達到最大血藥濃度的時間（對於週邊、硬膜腔外或尾骶骨阻滯）：30–45分鐘
- 蛋白結合率：約95%
- 代謝：肝臟
- 排泄：腎臟（6%保持原有形式）[19]

## 化學結構
布比卡因是一種酰胺類局部麻醉藥，與另一種局部麻醉藥利多卡因一樣。芳香族頭和烴鏈透過醯胺連接，而不像早期局部麻醉劑那樣透過酯鍵連接。因此，酰胺類麻醉藥更為穩定，不太可能引起過敏反應。布比卡因（以及甲哌卡因、羅哌卡因和左布比卡因）的末端氨基部分包含在哌啶環內。這些藥物稱為哌哌利基西利啶類化合物。

## 社會與文化

### 法律地位
歐洲藥品管理局 (EMA) 人用藥品委員會 (CHMP) 採納積極意見，於2020年9月17日建議授予此藥物用於術後疼痛管理藥品（商品名Exparel）的上市許可。該藥品的申請者是Pacira Ireland Limited。Exparel脂質體於2020年11月在歐盟獲准用於醫療用途。

### 經濟學
市面上已有布比卡因的通用名藥物流通。

## 研究
左布比卡因是布比卡因的對映異構，有較長的作用時間，較小的血管舒張作用。 Durect公司正在開發一種用於術後可生物降解的控釋藥物輸送系統。截至2010年，已完成III期臨床試驗。